# Каталін Лікіою
Каталін Лікіою (рум. Cătălin Lichioiu, нар. 20 січня 1982, Брашов, Румунія) — румунський футболіст, нападник канадського «Кінгстона».

## Біографія
Професійну кар'єру розпочав в румунському «Тракторулі», з якого влітку 2003 року перейшов в молдовський «Ністру» (Атаки). В складі цієї команди у сезоні 2004-05 виграв кубок Молдови, а також став найкращим бомбардиром чемпіонату.
З початку 2006 року Каталін став виступати за «Ворсклу», в якій виступав до кінця 2007 року, після чого на правах вільного агента перейшов в казахський «Восток».
В подальшому виступав за молдовські «Олімпія» (Бєльці) та «Ністру» (Атаки).
З початку 2013 року виступає в канадському «Кінгстоні».

## Досягнення
- Володар Кубка Молдови: 2004/05
- Найкращий бомбардир чемпіонату Молдови: 2004/05